# 赤い河
『赤い河』（あかいかわ、原題: Red River）は、1948年製作のアメリカ合衆国の西部劇映画。ハワード・ホークス監督作品。ボーデン・チェイスが史実に基づいて執筆した "Blazing Guns on the Chisholm Trail"（『チザム・トレイル』、サタデー・イヴニング・ポスト誌に連載）を原案とし、チェイス本人とチャールズ・シュニーが共同で脚色を担当している。アカデミー賞2部門にノミネートされるなど、西部劇映画の傑作の一つである。当時新人のモンゴメリー・クリフトは、本作に出演した事によりスターの仲間入りを果たした。
日本ではユナイテッド・アーティスツ日本支社と松竹洋画部が初めて提携して配給・公開した作品である。

## ストーリー
1851年。開拓民の幌馬車隊と行動を共にしていた開拓者のトーマス・ダンソンは、自分の牧場を設けるのにうってつけの土地を見つけ、幌馬車隊の隊長に別れを告げる。隊長は「この一帯は、インディアンが出るから危ないし、お前は有能だから手放したくない」と抗議するが、ダンソンは一度言い出すと聞かない一面があったので、根負けする。幌馬車隊の娘であり、ダンソンに恋をしていたフェンは自分を一緒に連れて行くよう申し出るが、ダンソンは「女は連れて行けない」と断る。代わりに、ダンソンは母の形見である腕輪をフェンに贈り、必ずいつか迎えに行くと約束を交わし、ダンソンに惚れ込んだ同じく開拓者のグルート・ナディンと自分の家畜である2頭の牛を連れて隊を離れた。だが、しばらくして川の近くまで来た2人は幌馬車隊の向かった方向から、煙が上がるのを見て幌馬車隊がインディアンの襲撃を受けた事を知る。助けに行くにしても、ここからでは遠すぎるし間に合わない。2人は断腸の思いで幌馬車隊の救助を断念した。
その夜、川の近くで野営をしていたダンソンとグルートは、少数人数のインディアンの集団に夜襲を受ける。辛うじて撃退に成功するものの、倒したインディアンの一人がダンソンがフェンに贈ったはずの腕輪を付けているのを見て、ダンソンはフェンがインディアンに殺害されてしまった事を知り愕然とする。
翌日、テキサス州のレッドリバーに向かう途中で、家族をインディアンに殺害された一頭の牛を連れた一人の少年、マシュウ・ガースに出会う。ダンソンは彼を養子として迎え、ミシシッピ川の側にある広大な土地に自分の牧場を作る。
それから14年後。南北戦争（血を流すカンザス）が締結した1865年。ダンソンの牧場の牛は1万頭を超えていたが、南北戦争によって牛を買ってくれる業者がいなくなり、牧場の経営は火の車となっていた。そこへ、南北戦争から青年になったマシュウが帰ってきた。銃の腕前もダンソンに勝るとも劣らない腕前になっていた。やがてダンソンは、サンタフェ・トレイルを通ってセダリアへ1万頭の牛を運ぶ大規模なロングドライブの計画を立てる。列車を使えばこれまでより肉の需要が豊富なミズーリ州の市場まで安全に行けるにもかかわらず、カンザス州北部アビリーンから東部まで列車（Kansas Pacific Railway）が通ったという噂には耳を貸さなかった。
そして、セダリアへ向けて、ダンソンはマシュウとグルートを片腕に、多くの牧童と1万頭の牛を連れて旅に出る。

## キャスト
| 役名                 | 俳優                     | 日本語吹替                                                                 |
| 役名                 | 俳優                     | NET版                                                                      |
| -------------------- | ------------------------ | -------------------------------------------------------------------------- |
| トーマス・ダンスン   | ジョン・ウェイン         | 小林昭二                                                                   |
| マット・ガース       | モンゴメリー・クリフト   | 山内雅人                                                                   |
| テス・ミレー         | ジョアン・ドルー         | 北浜晴子                                                                   |
| ナディン・グルート   | ウォルター・ブレナン     | 槐柳二                                                                     |
| フィン               | コーリン・グレイ         | 森ひろ子                                                                   |
| メルヴィル氏         | ハリー・ケリー           | 杉田俊也                                                                   |
| チェリー・ヴァレンス | ジョン・アイアランド     | 中田浩二                                                                   |
| バスター・マクギー   | ノア・ビアリー・Jr       | 野田圭一                                                                   |
| ダン・ラティマー     | ハリー・ケリー・ジュニア | 緑川稔                                                                     |
| テイラー・ヤシー     | ポール・フィックス       | 北村弘一                                                                   |
| 不明 その他          | N/A                      | 前川功人 相模武 藤本譲 仲木隆司 清川元夢 石森達幸 立壁和也 田中康郎 富山敬 |
| 日本語スタッフ       |                          |                                                                            |
| 演出                 | 演出                     | 春日正伸                                                                   |
| 翻訳                 | 翻訳                     | 木原たけし                                                                 |
| 効果                 | 効果                     | 赤塚不二夫                                                                 |
| 調整                 | 調整                     | 笹岡栄太郎                                                                 |
| 制作                 | 制作                     | 東北新社                                                                   |
| 解説                 | 解説                     | 淀川長治                                                                   |
| 初回放送             | 初回放送                 | 1968年1月7日 『日曜洋画劇場』                                              |

## スタッフ
- 製作総指揮：チャールズ・K・フェルドマン
- 製作：ハワード・ホークス
- 監督：ハワード・ホークス
- 脚本：ボーデン・チェイス
- 撮影：ラッセル・ハーラン
- 美術：ジョン・D・アレンスマ
- 音楽：ディミトリ・ティオムキン
- 編集：クリスチャン・ナイビー

## 受賞歴
第21回アカデミー賞ノミネート
アカデミー原案賞：ボーデン・チェイス
アカデミー編集賞：クリスチャン・ナイビー